# Айбаш
Айба́ш (тат. Айбаш) — село в Высокогорском районе Республики Татарстан, административный центр Айбашского сельского поселения.

## География
Расположено в Западном Предкамье на правом притоке реки Петьялка, в 41 км к северо-западу от районного центра посёлка железнодорожной станции Высокая Гора. Высота над уровнем моря — 135 м. Вдоль юго-восточной границы села проходит граница государственного природного заказника регионального значения ландшафтного профиля «Чулпан».

## История
Основано в период Казанского ханства (в окрестностях села выявлен археологический памятник – Айбашский надгробный камень, датируемый периодом Казанского ханства). Известно также под названием Большой Айбаш.
В XVIII – первой половине XIX века жители относились к сословию государственных крестьян. Их основные занятия в этот период – земледелие и скотоводство, были распространены пчеловодство, плотницкий, печной и сапожный промыслы.
В «Списке населенных мест по сведениям 1859 года», изданном в 1866 году, населённый пункт упомянут как казённая деревня Большой Айбаш 3-го стана Казанского уезда Казанской губернии. Располагалась при безымянном ключе, по правую сторону торгового Галицкого тракта, в 35 верстах от уездного и губернского города Казани и в 22 верстах от становой квартиры в казённой деревне Верхние Верески. В деревне, в 78 дворах проживали 655 человек (317 мужчин и 338 женщин), была мечеть.
В начале XX века, взамен обветшавшей мечети 1864 года постройки, возведена новая мечеть (в советский период в здании размещался клуб; памятник культовой архитектуры; используется по назначению).
В 1878 году в селе также действовали медресе (по сведениям 1909 года, действовало с конца XVI века) и ветряная мельница.
В начале XX века работали 4 мелочные лавки. В этот период земельный надел сельской общины составлял 1927,5 десятин.
Административная принадлежность
До 1920 года село входило в Студёно-Ключинскую волость Казанского уезда Казанской губернии, затем в составе Арского кантона ТАССР. С 1930 года в Дубъязском районе, а с 1963 года в Зеленодольском районе и с 1965 года в Высокогорском районе.
В 1932 году в селе был организован колхоз «13 лет Октября», в 1959—1993 годах село входило в колхоз «Урал» (в селе располагалось правление колхоза), в 1993—1999 годах — сельскохозяйственный производственный кооператив «Урал», с 2011 года — общество с ограниченной ответственностью «Татмелиорация — Агро».
В 2025 году Главой сельского поселения назначен член партии ЛДПР Хайруллин Ильяс Ильшатович

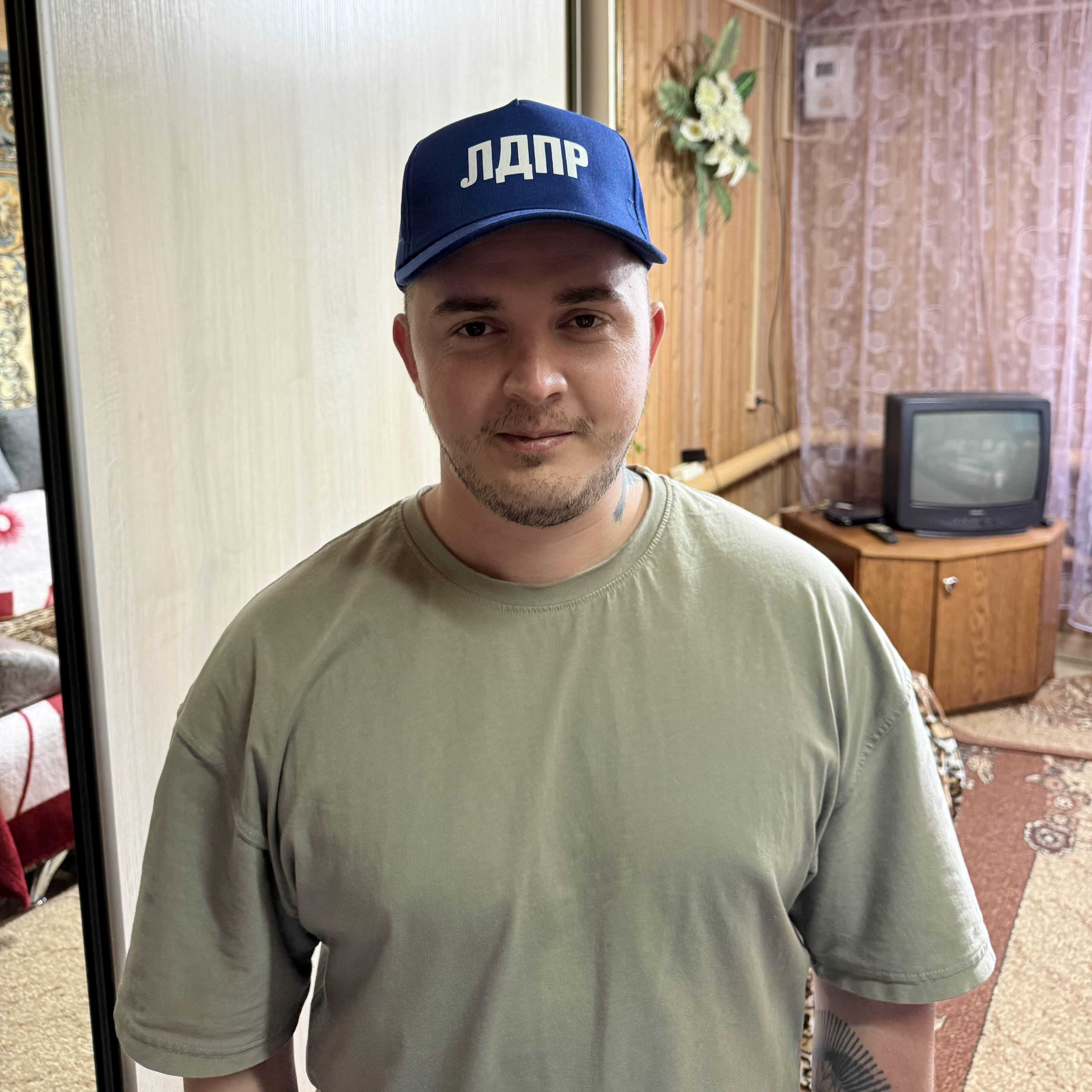
Хайруллин Ильяс Ильшатович

## Население
Численность населения села:
| год  | 1859 | 1878 | 1897 | 1908 | 1920 | 1926 | 1938 | 1949 | 1958 | 1970 | 1989 | 2002 | 2010 | 2017 |
| ---- | ---- | ---- | ---- | ---- | ---- | ---- | ---- | ---- | ---- | ---- | ---- | ---- | ---- | ---- |
| чел. | 655  | 891  | 994  | 1086 | 986  | 1080 | 937  | 763  | 666  | 592  | 344  | 347  | 339  | 307  |

Национальный состав
По данным переписей населения, в селе проживают татары. По переписи 2002 года их доля составляла 100%.

## Экономика
Полеводство, животноводство.

## Инфраструктура
В селе действует неполная средняя школа (с 1934 г. как начальная), библиотека (с 1970 г.), дом культуры, детский сад «Кояш» (с 1980 г.), фельдшерско-акушерский пункт, ветеринарный пункт. В селе 5 улиц.

## Религия
Мечеть — архитектурный памятник начала XX века.